# Думбрава (Леспези)
Думбрава (рум. Dumbrava) насеље је у Румунији у округу Јаши у општини Леспези. Oпштина се налази на надморској висини од 227 m.

## Становништво
Према подацима из 2002. године у насељу је живело 768 становника.

### Попис2002.
| Расподела становништва по националности 2002.‍ | Расподела становништва по националности 2002.‍ | Расподела становништва по националности 2002.‍ | Расподела становништва по националности 2002.‍ | Расподела становништва по националности 2002.‍ |
| --------------------------------------------- | --------------------------------------------- | --------------------------------------------- | --------------------------------------------- | --------------------------------------------- |
|                                               |                                               |                                               |                                               |                                               |
| Румуни                                        | Румуни                                        |                                               | 747                                           | 97,3%                                         |
| Роми                                          | Роми                                          |                                               | 15                                            | 2,0%                                          |
| Руси                                          | Руси                                          |                                               | 6                                             | 0,8%                                          |